# Чертовиков, Михаил Павлович
Михаил Павлович Чертовиков (30 ноября 1929, Пирогово, Каменский район, Уральская область — 30 июля 2023) — Герой Социалистического Труда (1971), начальник цеха завода «Электрохимприбор» Министерства среднего машиностроения СССР.

## Биография
Родился 30 ноября 1929 году в деревне Пирогово Каменского района Уральской области (ныне в Свердловской области) в крестьянской семье. В 1930 году семья переехала в Свердловск. В 1948 году окончил среднюю десятилетнюю школу. В 1953 году закончил Уральский политехнический институт по специальности «технология машиностроения».
По окончании института был направлен на завод «п.я. № 131» Минсредмаша СССР в город Свердловск-45 (ныне Лесной) исполняющим обязанности старшего мастера, начальником участка в 1953—1957 годах, заместителем начальника цеха в 1957—1963 годах, начальником цеха завода «Электрохимприбор» в 1963—1976 годах, главным инженером завода № 1 комбината «Электрохимприбор» в 1976—1992 годах, инженером отдела подготовки кадров в 1992—2001 годах. 11 мая 2001 года вышел на пенсию.
Скончался 30 июля 2023 года на 94-м году жизни.

## Награды
За свои достижения был награждён:
- 1962 — орден «Знак Почёта»;
- 1970 — медаль «За доблестный труд. В ознаменование 100-летия со дня рождения В. И. Ленина»;
- 26.04.1971 — звание Герой Социалистического Труда с вручением золотой медали Серп и Молот и ордена Ленина «за выдающиеся успехи в выполнении заданий пятилетнего плана по выпуску специальной продукции, внедрению новой техники и передовой технологии»;
- 1985 — медаль «Ветеран труда»;
- 2007 — звание «Почётный гражданин города Лесной».